# تومکا و دوستانش
تومکا و دوستانش (به آلبانیایی: Tomka dhe shokët e tij) فیلم درام محصول ۱۹۷۷ آلبانی به کارگردانی جانفیسه ککو و نویسندگی ناشو یورگاچی است. این فیلم نمایانگر نشاطی است که تقریباً در تمامی آثار سینمای آلبانی در دوره دولت سوسیالیستی آلبانی دیده نمی‌شود.
این فیلم روایتگر گروهی از پسرانی آلبانیایی است که در سال ۱۹۴۳ برای دفاع از وطن خود در برابر ارتش اشغالگر آلمان مبارزه می‌کنند. انیا ژکو در نقش تومکا رهبر پسران مبارز ظاهر شده است. بیشتر صحنه‌های این فیلم در شهر برات آلبانی فیلمبرداری شده است.
مرکز ملی نگهداری سمعی و بصری کتابخانه کنگره که نسخه ترمیم شده این فیلم را در آوریل ۲۰۱۹ به نمایش گذاشته بود، تماشای آن را فرصتی نادر برای مشاهده تصاویری از جامعه‌ای دانست که برای دهه‌ها از بقیه جهان منزوی بود. این فیلم در سال ۱۹۷۸ جایزه ویژه هشتمین دوره جشنواره بین‌المللی فیلم‌های کودکان و نوجوانان جیفونی را دریافت کرد.

## داستان
تومکا پسر کوچکی است که سرگرمی اصلی‌اش، بازی فوتبال با دوستانش است. در جریان جنگ جهانی دوم، پس از آنکه شهرشان توسط ارتش آلمان نازی تصرف می‌شود، سربازان آلمانی اردوگاه خود را در ورزشگاه شهر برپا می‌کنند. تومکا با کمک دوستان خود و والدینشان، اقدامات خرابکارانه‌ای را علیه سربازان سازماندهی می‌کند. تومکا و دوستانش با کمک به پارتیزان‌های محلی، جاسوسی می‌کنند، سگ نگهبان اشغالگران را مسموم می‌کنند و در یک اقدام خرابکارانه دیدنی به پارتیزان‌ها یاری می‌رسانند.

## بازیگران
- انیا ژکو
- ظهیرالدین دوکله
- گنچ موشو
- سوتیراچ چیلی